# Clarence Wayland Watson

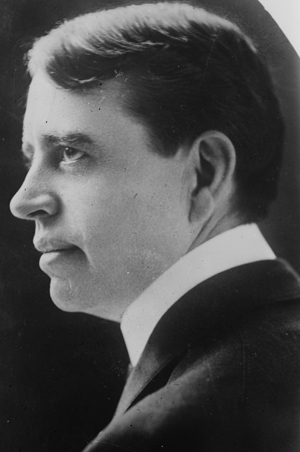
Clarence Wayland Watson

Clarence Wayland Watson (* 8. Mai 1864 in Fairmont, West Virginia; † 24. Mai 1940 in Cincinnati, Ohio) war ein US-amerikanischer Politiker der Demokratischen Partei. Von 1911 bis 1913 vertrat er den Bundesstaat West Virginia im US-Senat.

## Biographie
Watson wurde in Fairmont im Norden von West Virginia geboren. Er besuchte dort die öffentlichen Schulen und verdingte sich als Arbeiter in Kohleminen. Watson arbeitete sich nach und nach hoch und stand mehreren Konzernen vor, die Kohleminen in den gesamten Vereinigten Staaten betrieben.
1911 wurde er als Kandidat der Demokratischen Partei zum Nachfolger des verstorbenen Stephen Benton Elkins im US-Senat gewählt. Die Wiederwahl gelang ihm nicht, so dass er nach knapp zwei Jahren 1913 wieder aus dem Kongress ausschied. Im März 1918 wurde Watson zum Lieutenant Colonel der US Army ernannt. Er kam während des Ersten Weltkrieges an der Front in Frankreich zum Einsatz. Während seines Kampfeinsatzes 1918 wurde Watson, obwohl ortsabwesend, erneut von den Demokraten für einen Sitz im US-Senat nominiert, konnte sich aber nicht gegen den Republikaner Davis Elkins durchsetzen. Im Januar 1919 kehrte er aus Frankreich zurück und wurde ehrenhaft aus der Army entlassen.
Auf der von den Eltern geerbten Farm in Fairmont frönte Watson seiner Leidenschaft, der Pferdezucht. Seine Pferde wurden mehrfach mit Preisen sowohl in den USA als auch Europa ausgezeichnet.
Watson war mit Minnie Owings verheiratet. Er starb im Mai 1940, kurz nach seinem 76. Geburtstag, auf einer Geschäftsreise in Cincinnati. Er wurde auf dem Woodlawn Cemetery in seiner Geburtsstadt beigesetzt.